# Sudetská pamětní medaile
Sudetská pamětní medaile (německy Die Medaille zur Erinnerung an den 1. Oktober 1938, v překladu do češtiny Medaile k upomenutí na 1. říjen 1938) byla medaile nacistického Německa, připomínající připojení Sudet k Německu. Někdy se označuje jako „sudetská osvobozovací medaile“.
Sudetská pamětní medaile byla zřízena výnosem Adolfa Hitlera z 18. října 1938 v upomínku na odstoupení československého pohraničí Německu na základě Mnichovské dohody. Bronzová medaile se stuhou v sudetských barvách (černá–červená–černá s bílým okrajem) byla udělována těm osobám, které v Sudetech nebo na říšském území připravovali a aktivně se zasadili o „návrat sudetského území“ do Říše:  
- dostávali ji zejména příslušníci Wehrmachtu a Waffen-SS – účastníci odtržení Sudet od Československa;
- přední funkcionáři SdP (členové SdP pak byli postupně včleňováni do řad členů NSDAP);[1]
- lidé svým způsobem aktivní v týlu „osvobozovacích bojů“;[1]
- osoby, které byly pronásledované či vězněné Čechy[1] a
- po 15. březnu 1939 byla udělována též účastníkům německé okupace zbytku Československa.

Vyznamenaní účastníci obou událostí dostali též bronzovou sponu s motivem pražského hradu (s německým názvem Spange Prager Burg). Sudetská pamětní medaile byla udělována do 1. prosince 1939. V době od 1. října 1938 do konce roku 1940 obdrželo tuto medaili 1 162 617 osob. Kromě toho bylo ještě uděleno 134 563 spon.
Tato medaile je jednou ze série tří okupačních medailí (Anschluss, Sudety, Memel), které se shodují svým předním reliéfem.